# العلاقات التوغوية اللبنانية
العلاقات التوغولية اللبنانية هي العلاقات الثنائية التي تجمع بين توغو ولبنان.

## مقارنة بين البلدين
هذه مقارنة عامة ومرجعية للدولتين:
| وجه المقارنة                                              | توغو            | لبنان                                                                |
| --------------------------------------------------------- | --------------- | -------------------------------------------------------------------- |
| المساحة (كم2)                                             | 56.78 ألف       | 10.45 ألف                                                            |
| عدد السكان (نسمة)                                         | 7.80 مليون      | 6.10 مليون                                                           |
| الكثافة السكانية (ن./كم²)                                 | 137.37          | 583.73                                                               |
| العاصمة                                                   | لومي            | بيروت                                                                |
| اللغة الرسمية                                             | لغة فرنسية      | اللغة العربية، لغة فرنسية                                            |
| العملة                                                    | فرنك غرب أفريقي | ليرة لبنانية                                                         |
| الناتج المحلي الإجمالي (بليون دولار)                      | 4.81 مليار      | 51.84 مليار                                                          |
| الناتج المحلي الإجمالي (تعادل القوة الشرائية) بليون دولار | 10.67 مليار     | 81.54 مليار                                                          |
| الناتج المحلي الإجمالي الاسمي للفرد دولار أمريكي          | 559             | 8.05 ألف                                                             |
| الناتج المحلي الإجمالي للفرد دولار أمريكي                 | 1.43 ألف        | 17.46 ألف                                                            |
| مؤشر التنمية البشرية                                      | 0.484           | 0.769                                                                |
| رمز المكالمات الدولي                                      | +228            | +961                                                                 |
| رمز الإنترنت                                              | .tg             | .lb                                                                  |
| المنطقة الزمنية                                           | 00              | ت ع م+02:00، ت ع م+03:00، توقيت شرق أوروبا، توقيت شرق أوروبا الصيفي ‏ |

## منظمات دولية مشتركة
يشترك البلدان في عضوية مجموعة من المنظمات الدولية، منها:
| علم المنظمة | اسم المنظمة                               | تاريخ انضمام توغو | تاريخ انضمام لبنان |
| ----------- | ----------------------------------------- | ----------------- | ------------------ |
|             | مؤسسة التنمية الدولية                     | 21 أغسطس 1962     | 10 أبريل 1962      |
|             | يونسكو                                    | 17 نوفمبر 1960    | 4 نوفمبر 1946      |
|             | وكالة ضمان الاستثمار متعدد الأطراف        | 15 أبريل 1988     | 19 أكتوبر 1994     |
|             | الأمم المتحدة                             | 20 سبتمبر 1960    | 24 أكتوبر 1945     |
|             | الاتحاد البريدي العالمي                   | ?                 | ?                  |
|             | البنك الدولي للإنشاء والتعمير             | 1 أغسطس 1962      | 14 أبريل 1947      |
|             | منظمة التعاون الإسلامي                    | ?                 | ?                  |
|             | منظمة حظر الأسلحة الكيميائية              | ?                 | ?                  |
|             | الاتحاد الدولي للاتصالات                  | 14 سبتمبر 1961    | 12 يناير 1924      |
|             | مؤسسة التمويل الدولية                     | 4 سبتمبر 1962     | 28 ديسمبر 1956     |
|             | المركز الدولي لتسوية المنازعات الاستشارية | 10 سبتمبر 1967    | 25 أبريل 2003      |
|             | منظمة الشرطة الجنائية الدولية             | ?                 | ?                  |